# Magni Nobis
 Magni Nobis  è un'enciclica di papa Leone XIII, datata 7 marzo 1889, relativa all'istituzione dell'Università Cattolica d'America di Washington che, per il Papa, « non solo è volta ad accrescere il decoro della vostra patria, ma promette anche pingui e salutari frutti, sia con la diffusione della sana dottrina, sia con la tutela della pietà cattolica ».